# A Pair of Blue Eyes
A Pair of Blue Eyes is een roman van de Engelse schrijver Thomas Hardy. Het werk verscheen voor het eerst in serievorm in het tijdschrift Tinley's Magazine tussen september 1872 en juli 1873. Het was Hardy's derde gepubliceerde roman en de eerste die verscheen onder zijn eigen naam.

## Samenvatting
Elfride Swancourt, de jongedame met de blauwe ogen uit de titel van het boek, is de dochter van de dominee van Endelstow (in werkelijkheid St Juliot in Cornwall), aan de rand van het fictieve graafschap Wessex, waar Hardy de meeste van zijn verhalen situeert. Stephen Smith, een jonge architect, komt in het dorp om de kerktoren te restaureren (eveneens een terugkerend thema in Hardy's werken, gezien zijn achtergrond als architect). Elfride wordt verliefd op Stephen, maar haar vader is tegen een huwelijk, omdat hij vindt dat Stephens afkomst te nederig is voor zijn dochter. Elfride stemt aanvankelijk in met het idee om er samen vandoor te gaan, maar zij raakt aan het twijfelen en er komt van die plannen uiteindelijk niets terecht. 

Stephen vertrekt naar India, in de hoop daar rijk te kunnen worden en Elfride zo alsnog te winnen. In zijn afwezigheid ontmoet zij echter Henry Knight, wiens leven zij weet te redden als hij in gevaar verkeert op een rots. Hij blijkt bevriend te zijn geweest met Stephen. Zij verlooft zich met Henry Knight, maar hij blijkt, vanwege zijn opmerkelijke rechtschapenheid en zijn verlangen naar reinheid, niet de juiste partner. Als hij verneemt van Elfrides eerdere relatie met Stephen verbreekt hij de verloving en laat haar gedesillusioneerd achter.
Als de twee mannen elkaar later ontmoeten wordt voor Stephen duidelijk dat Elfride nog vrij is en beseft Henry Knight dat hij haar niet goed heeft behandeld. De twee mannen haasten zich per trein naar Cornwall. Op dezelfde trein echter bevindt zich het levenloze lichaam van Elfride, dat naar huis wordt gebracht voor haar begrafenis. Zij was inmiddels getrouwd met een adellijke weduwnaar, maar ondanks diens toewijding en de liefde van zijn kinderen, ging Elfride ten onder aan haar verdriet en teleurstelling.